# Arc volcanique d'Amérique centrale

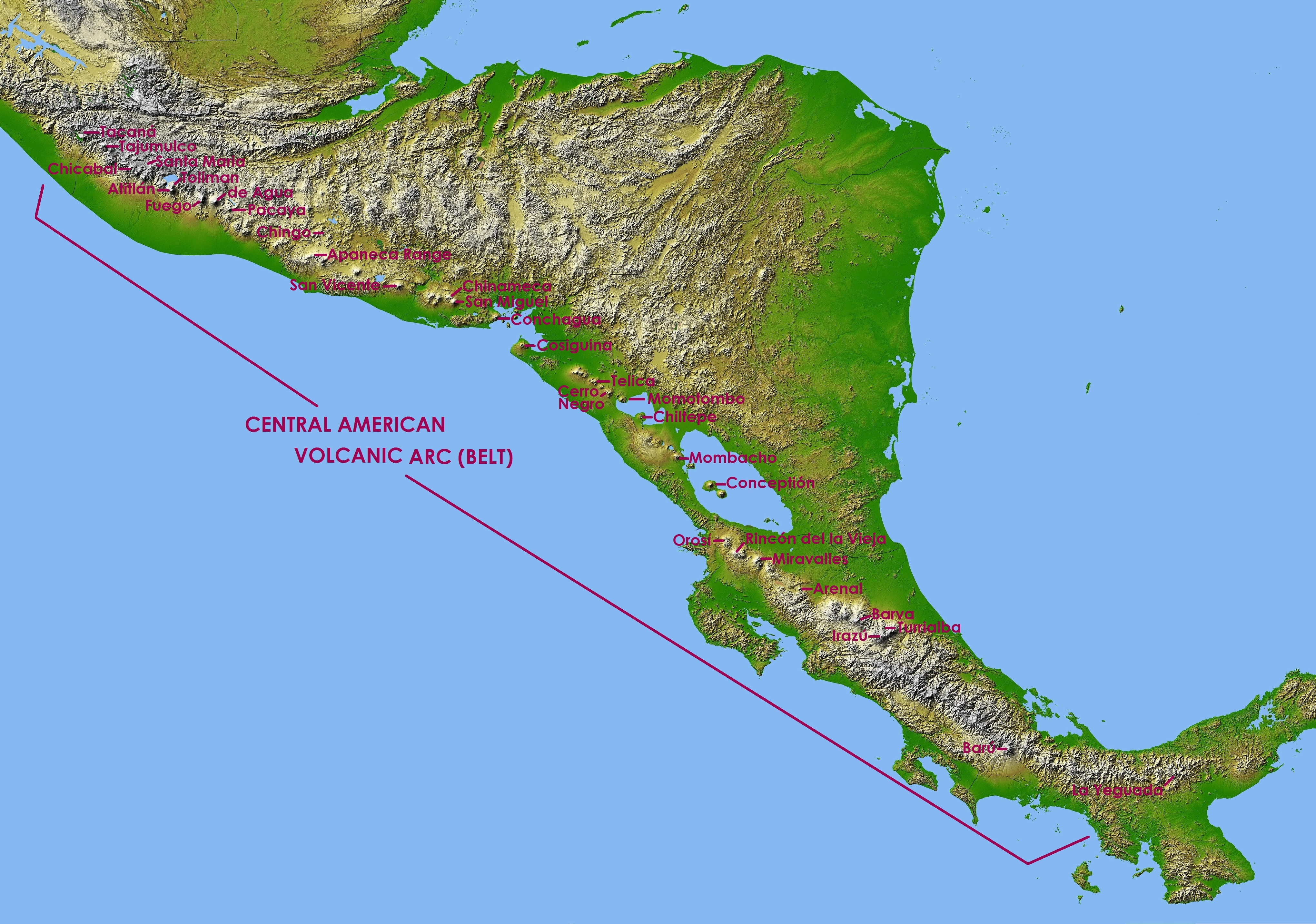
Carte de l'arc volcanique d'Amérique centrale avec les principaux volcans.

L'arc volcanique d'Amérique centrale, en espagnol Arco volcánico centroamericano, est une chaîne de volcans qui s'étend sur 1 500 kilomètres de longueur le long de la côte de l'océan Pacifique de l'isthme centraméricain, depuis la frontière entre le Guatemala et le Mexique au nord, en passant par le Salvador, le Honduras, le Nicaragua, le Costa Rica et le Panama au sud. Il est le résultat de la subduction des plaques de Cocos et de Nazca sous les plaques caraïbe et de Panama au niveau de la fosse d'Amérique centrale.
L'arc volcanique d'Amérique centrale fait partie de la ceinture de feu du Pacifique et comprend des formations volcaniques variées qui vont des grands stratovolcans aux dômes de lave et aux cônes de cendres. Certains ont produit de grandes éruptions explosives, comme celle d'indice d'explosivité volcanique de 6 du Santa María en 1902. Un certain nombre sont toujours très actifs, dont l'Arenal, le Turrialba, l'Irazú et le Poás au Costa Rica, le Cerro Negro, le San Cristóbal, le Concepción au Nicaragua, le San Miguel, le Santa Ana, l'Izalco au Salvador et le Santa María/Santiaguito, le Pacaya, le Fuego au Guatemala. Les volcans les plus hauts d'Amérique centrale se rencontrent au Guatemala, comme le Tajumulco et le Tacaná qui atteignent plus de 4 000 mètres d'altitude.